# Saïd Sadi
Saïd Sadi   (Aghrib, 26 d'agost de 1947) (en cabilenc: Sεid Seεdi) és un polític algerià que va ser president de la Reunió per la Cultura i la Democràcia (Rassemblement pour la Culture et la Démocratie, RCD) fins al 2012. És fundador de la primera Reunió algeriana de drets humans.
Nascut a Aghrib, ara a la província de Tizi Ouzou, Sadi és psiquiatre de professió. Va ser un dels primers intel·lectuals berbers que, des dels primers dies de la independència del país el 1962, van començar a desafiar obertament per mitjans pacífics les polítiques d'opressió i negació dels drets de la població berber del govern algerià. Les seves activitats polítiques van portar-lo a la presó uns quants cops durant el règim unipartidista del FLN (1962-1988).
Després de l'enfonsament del sistema unipartidista el 1988, Sadi va fundar el RCD el 1989 sobre la base del laïcisme i el pluralisme cultural; el partit ha trobat un nínxol com a partit liberal que adopta les queixes dels berbers cabilis.
Va ser candidat a les eleccions presidencials de 1995 i va rebre el 9% dels vots. Va boicotejar les eleccions presidencials de 1999 però va participar en les eleccions presidencials de 2004, rebent l'1,9% dels vots en aquella ocasió.
Sadi va anunciar el 15 de gener de 2009 que el RCD no participaria en les eleccions presidencials d'abril de 2009, que va qualificar de «circ patètic i perillós», i va dir que participar «seria equivalent a una complicitat en una operació d'humiliació nacional». Va decidir renunciar a la presidència del seu partit per convertir-se en un simple activista. «Amb una consciència serena i plena confiança en el futur, anuncio la meva decisió de no presentar-me a la reelecció com a president del RCD», va dir als congressistes.
El 9 de març de 2012 va renunciar oficialment a la presidència del RCD en un congrés del partit. Mohcine Belabbes va ser elegit com el seu substitut l'endemà, en el mateix congrés.
El 9 de febrer de 2018, Saïd Sadi va anunciar la seva retirada del RCD.